# Leon Ulbricht
Leon Ulbricht (Sonthofen, 1º novembre 2004) è uno snowboarder tedesco, specializzato nello snowboard cross.

## Biografia
Attivo in gare FIS dal 2019 e specializzato nello snowboard cross, Ulbricht ha esordito in Coppa del Mondo il 12 marzo 2022, giungendo 40º a Reiteralm. Il 2 marzo 2024 a Sierra Nevada ha ottenuto il suo primo podio, nonché la prima vittoria, nel massimo circuito.

## Palmarès

### Mondiali juniores
- 2 medaglie:
  - 2 ori (snowboard cross a Veysonnaz 2022; snowboard cross a Gudauri 2024)

### Coppa del Mondo
- Miglior piazzamento nella Coppa del Mondo di snowboard cross: 11º nel 2024
- 4 podi:
  - 2 vittorie
  - 1 secondo posto
  - 1 terzo posto

#### Coppa del mondo - vittorie
| Data          | Luogo         | Paese   | Disciplina |
| ------------- | ------------- | ------- | ---------- |
| 2 marzo 2024  | Sierra Nevada | Spagna  | SBX        |
| 1º marzo 2025 | Erzurum       | Turchia | SBX        |

Legenda:

SBX = Snowboard cross